# Kabasalan
Kabasalan là một đô thị hạng 3 ở tỉnh Zamboanga Sibugay, Philippines. Theo điều tra dân số năm 2000 của Philipin, đô thị này có dân số 37.619 người trong 7.216 hộ.

## Các đơn vị hành chính
Kabasalan được chia thành 29 barangay.
| - Banker - Bolo Batallion - Buayan - Cainglet - Calapan - Calubihan - Concepcion (Balungis) - Diampak - Dipala - Gacbusan - Goodyear - Lacnapan - Little Baguio - Lumbayao - Nazareth | - Palinta - Peñaranda - Poblacion - Riverside - Sanghanan - Santa Cruz - Sayao - Shiolan - Simbol - Sininan - Tamin - Tampilisan - Tigbangagan - Timuay Danda (Mangahas) |